# Richard Thompson (Leichtathlet)
Richard Thompson (* 7. Juni 1985 in Port of Spain) ist ein Sprinter aus Trinidad und Tobago. Er ist zweifacher Olympiateilnehmer (2008, 2012).

## Werdegang
2004 verließ Richard Thompson seine Heimat und schrieb sich an der Louisiana State University ein, für deren Sportteam er in den folgenden Jahren erfolgreich war. 2007 startete er beim 100-Meter-Lauf der Weltmeisterschaften in Osaka, schied aber im Viertelfinale aus.

### Olympische Spiele 2008
2008 siegte er bei den Meisterschaften der NCAA in der Halle über 60 Meter und im Freien über 100 Meter.
Bei den Olympischen Spielen in Peking gewann er über 100 Meter die Silbermedaille in seiner persönlichen Bestzeit von 9,89 s. Mit der 4-mal-100-Meter-Staffel wurde er in einer Zeit von 38,06 s Zweiter hinter Jamaika, wegen deren nachträglicher Disqualifikation wird die Staffel seit 2017 auf Platz 1 vor der Staffel Japans geführt. Bei den Weltmeisterschaften 2009 in Berlin wurde Thompson Fünfter, mit der Staffel gewann er die Silbermedaille.
2011 verbesserte er seine 100-Meter-Bestzeit auf 9,85 s. Bei den Weltmeisterschaften in Daegu schied er jedoch im Halbfinale aus, mit der Staffel belegte er den sechsten Platz.

### Olympische Spiele 2012
Im Rahmen der Olympischen Spiele 2012 in London erreichte Thompson das Finale im 100-Meter-Lauf. Mit 9,98 s belegte er den siebten Platz. Erfolgreicher war er mit der Staffel, mit der er die Bronzemedaille gewann. Aufgrund einer positiven Dopingprobe bei Tyson Gay erhielt die Staffel im Mai 2015 nachträglich die Silbermedaille.